# I Get Bad
«I Get Bad» (en español: «Me sale mal») es una canción de la banda canadiense de rock April Wine.  Fue escrita por el guitarrista David Henman.  Fue publicado como sencillo solamente en el continente europeo por la discográfica Pye Records en 1973.
Esta canción no fue publicada en ningún álbum de la banda, ni siquiera compilatorios o producciones en vivo. El lado B de este vinilo es el tema «Weeping Widow», el cual se encuentra en el álbum Electric Jewels y fue lanzado como sencillo en el mismo año.

## Lista de canciones

### Lado A
| Side one |             |              |          |  |
| N.º      | Título      | Escritor(es) | Duración |  |
| 1.       | «I Get Bad» | David Henman | 3:23     |  |

### Lado B
| Side one |                 |               |          |  |
| N.º      | Título          | Escritor(es)  | Duración |  |
| 2.       | «Weeping Widow» | Robert Wright | 3:43     |  |

## Formación
- Myles Goodwyn — voz y guitarra
- David Henman — guitarra (en la canción «I Get Bad»)
- Gary Moffet — guitarra (en la canción «Weeping Widow»)
- Jim Clench — bajo
- Jerry Mercer — batería